# Adam Zwoliński
Adam Zwoliński (ur. ok. 1762 w Sieradzu, zm. 7 października 1846 w Warszawie) – prawnik, sędzia i notariusz, działacz mieszczański z okresu Sejmu Wielkiego, obywatel miast Sieradza i Warszawy. 
Pochodził z zamożnej rodziny mieszczańskiej, był synem Andrzeja i Marianny z Cytackich, szwagier Kajetana Dominika Kalinowskiego. Wraz z ojcem był najbogatszym obywatelem Sieradza w końcu XVIII w. Edukację prawniczą odbył w Warszawie, po czym, wspierając swojego ojca na polu lokalnej działalności politycznej, pełnił funkcję landwójta i wójta sieradzkiego (przedtem to stanowisko zajmował jego ojciec), a w 1791 r. został sędzią i zaraz potem prezesem wydziału sieradzkiego w Sądzie Apelacyjnym dla 16 miast wolnych, powstałym na mocy ustawodawstwa Sejmu Wielkiego. W tym samym roku, w odpowiedzi na uniwersał Hugona Kołłątaja z 16 sierpnia, wybrano go na specjalnego plenipotenta (jednego z dwóch) dla zebrania i złożenia wszystkich przywilejów miasta Sieradza w Sądzie Asesorskim Koronnym w Warszawie. Na stanowisku prezesa wydziału sieradzkiego pozostawał do momentu przejęcia władzy w Rzeczypospolitej przez konfederację targowicką w 1792 r. Po włączeniu Sieradza do Prus, Zwoliński przyjął (tak jak wielu Polaków w tym czasie) urząd w administracji powiatowej. W 1807 r. prosił Komisję Rządzącą o stanowisko sędziego dominialnego dóbr narodowych w powiecie sieradzkim lub intendenta miejskiego. Nie otrzymując żadnego z tych stanowisk, przeprowadził się na stałe do Warszawy, gdzie został rejentem (notariuszem) przy Trybunale Cywilnym I-szej Instancji województwa mazowieckiego. 
W wyniku nobilitacji ojca w 1790 r., wszedł do stanu rycerskiego. 
W małżeństwie ze szlachcianką Dorotą (Dorottą) Karpińską herbu Korab miał dwóch synów: Alojzego, właściciela kamienicy w Warszawie, oraz Józefa (1795-1847), niedoszłego lekarza, urzędnika skarbowego w Warszawie, ojca Michała Antoniego Zwolińskiego i pradziadka Mariana Keniga. 
Zwoliński zmarł w 1846 r., a pochowany został na cmentarzu Powązkowskim (grób niezachowany, pogrzeb zorganizowany przez jego siostrę, Salomeę ze Zwolińskich Kalinowską).